# Ernst Veenemans
Ernst Willem Veenemans (født 18. marts 1940 i Haarlem, død 2. oktober 2017) var en hollandsk roer.
Ved OL 1960 i Rom deltog Veenemans sammen med Steven Blaisse i toer uden styrmand. Parret blev nummer fire i indledende heat og nummer tre i opsamlingsheatet, hvilket ikke var nok til give adgang til semifinalen.
I 1964 blev parret europamestre i toer uden styrmand og var dermed blandt favoritterne ved OL samme år i Tokyo. Med sejr i indledende heat kvalificerede de sig til finalen, hvor de måtte se sig slået med omkring et halvt sekund af canadierne George Hungerford og Roger Jackson, mens Michael Schwan og Wolfgang Hottenrott fra Tyskland fik bronze.

## OL-medaljer
- 1964:  Sølv i toer uden styrmand